# مرلین روهل
مرلین روهل (انگلیسی: Merlin Röhl؛ زادهٔ ۵ ژوئیهٔ ۲۰۰۲) بازیکن فوتبال است.
وی همچنین در تیم‌های ملی فوتبال جوانان آلمان، جوانان آلمان، و زیر ۲۰ سال آلمان بازی کرده‌است.